# Argia vivida
Argia vivida là một loài chuồn chuồn kim trong họ Coenagrionidae.
Argia vivida is in 1865 voor het eerst wetenschappelijk beschreven door Hagen in Selys.

## Hình ảnh

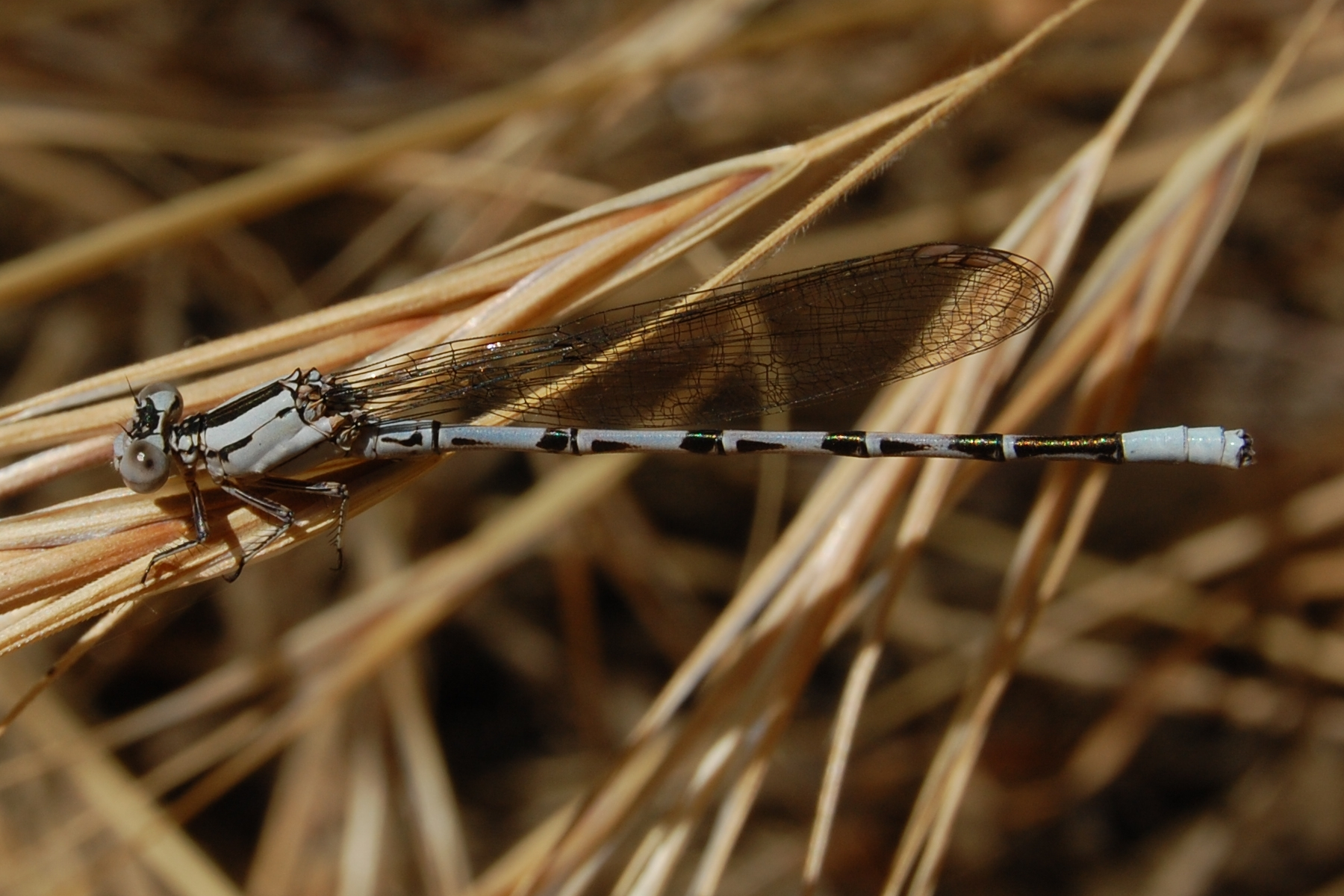